# 安妮米克·贝克林
安妮米克·贝克林（荷蘭語：Annemiek Bekkering，1991年8月5日—）生于费赫尔，是一名荷兰女子帆船运动员，主攻49人FX型。她在六岁时开始接触帆船，九岁时开始参加比赛。她曾先后接触Optimist型、Elliott 6m型帆船，2012年伦敦奥运后，她转攻49人FX型帆船，2014年开始与安妮特·迪茨搭档参赛。两人搭档期间参加了2016里约奥运和2020东京奥运，其中里约奥运获得第七名，东京奥运获得铜牌。2021年11月底，贝克林宣布结束运动生涯。